# Арад (повіт)
Ара́д (рум. Arad вимовляється [aˈrad] ( прослухати)) — румунський  повіт на заході Румунії, на території півдня історичної області Кришана й північної частини Банату. Площа 7 741 км². Населення 461,8 тисяч чоловік (2002). Адміністративний центр — місто Арад.

## Міста
- Арад
- Кішінеу-Кріш
- Куртіци
- Інеу
- Липова
- Недлак
- Пинкота
- Печіка
- Синтана
- Себіш

## Географія
Займає східну околицю Середньо-дунайської низовини і південно-західну частину Західно-Румунських гір.

## Господарство
Основні галузі промисловості зосереджені в м. Арад, поза цим містом на території повіту розвинені деревообробна промисловість (Боксиг, Липова, Мінішул-де-Сус) і виробництво будматеріалів (Себіш, Бирса, Синтана, Бутени).
Видобуток граніту, андезиту, мармуру і тальку в зоні предгорій.
На західних схилах гір виноградники, по схилах річкових долин Муреша і Кришул-Алба сади. Головні с.-г. культури Середньо-дунайської низовини — пшениця, кукурудза, соняшник, цукровий буряк, тютюн і коноплі. У тваринництві переважає розведення великої рогатої худоби. У районі міста Арад і в долині Муреша — овочівництво.
1. ↑  archINFORM — 1994.